# Co-branding mobiele telefonie
Co-branding wordt gebruikt door aanbieders van verschillende mobiele netwerken. Veelvoorkomend is alleen het logo van de netwerkaanbieder, dat als sticker of als zeefdruk is aangebracht op de behuizing van een mobiele telefoon. Vodafone gaat zelfs in een aantal gevallen verder en laat door de fabrikant zelfs een aangepaste behuizing monteren.
Een aantal netwerkaanbieders of serviceproviders gaan nog verder. Ze nemen de toestelsoftware (firmware) onderhanden, voegen zaken toe of herschrijven de firmware, meestal in combinatie met een simlock.

## Voor- en nadelen
De voordelen zijn:
- Eenvoudige toegang tot de mobiele diensten van de netwerkaanbieder of serviceprovider,
- de co-branded toestellen worden vaak tegen een lagere aanschafprijs aangeboden,

De nadelen zijn:
- De toestellen zijn meestal voorzien van een simlock, zodat overstappen naar een ander netwerk moeilijk, zo niet onmogelijk wordt met het toestel,
- De gebruikers worden sneller verleid om te gaan surfen op het internet, wat vaak tot hogere kosten leidt,
- Problemen zoals defecten of software (firmware)fouten kunnen alleen worden opgelost door de aanbieders van het toestel, vaak niet door de fabrikant.
- Bij het verwijderen of veranderen van de software (firmware) vervalt bijna altijd de garantie.

## Voorbeelden
- Vodafone Motorola V525;
- Vodafone Sony Ericsson V630i;
- T-Mobile Sony Ericsson D750i;
- KPN/Hi NEC Imode-toestellen;
- Libertel (Vodafone) Maxon MN1/2;
- KPN Pocketline;
- KPN/Hi Swing.
- AT&T Apple iPhone